# Клемент Еттлі
Клемент Річард Еттлі (англ. Clement Richard Attlee; 3 січня 1883 — 8 жовтня 1967) — англійський політик, лейборист. У коаліційному уряді під час Другої світової війни займав низку важливих посад. Бувши прем'єр-міністром у 1945—1951 роках, він увів програму націоналізації й нову систему в соціальній сфері. Перший граф Еттлі, з 1955 року.

## Біографія
Клемент Еттлі народився 3 січня 1883 у Лондоні. Закінчив Університетський коледж Оксфордського університету, в 1905 році здобув право на адвокатську практику. У 1913—1923 роках викладач і лектор із соціальних наук у Лондонській школі економічних і політичних наук.
У роки Першої світової війни служив у танковому корпусі, отримав звання майора. У 1919 році був обраний мером Степні. У 1922 році зайняв місце у парламенті як член Лейбористської партії від округу Лаймгаус у Степні, а в 1924 році призначений заступником військового міністра. У 1927 році Еттлі став членом Комісії щодо статусу Індії під головуванням сера Джона Саймона. У 1929—1931 роках був канцлером герцогства Ланкастерського, у 1931 році став головним поштмейстером країни. Разом із більшістю своїх колег у Лейбористській партії Еттлі розірвав відносини з Рамсеєм Макдональдом, коли той у 1931 році сформував коаліційний уряд. У 1935 році слідом за Джоном Лансбері зайняв місце парламентського лідера Лейбористської партії. Виступав проти політики невтручання до громадянської війни в Іспанії й засудив пакт Хоара-Лаваля. Коли у 1940 році Вінстон Черчилль став прем'єр-міністром, Еттлі увійшов до складу кабінету як лорд-хранитель Малої печатки, а у 1942 році став державним секретарем у справах домініонів та віце-прем'єром.
Після перемоги Лейбористської партії на виборах у липні 1945 року став прем'єр-міністром. Потім цей успіх він повторив на виборах 1950 року.
27 травня 1947 року Еттлі заявив від імені партії, що головними завданнями британського уряду є перехід до мирної економіки й до соціалізму. У період правління лейбористів були націоналізовані Англійський банк, вугільна промисловість, виробництво заліза та сталі, засоби зв'язку, виробництво газу й електрики. 5 липня 1948 року набрала чинності єдина система соціального страхування, оформлена законами про національне страхування, про безпеку на виробництві, про надання державної допомоги, які замінили колишнє законодавство відносно бідняків. Був ухвалений закон про національну охорону здоров'я, який запроваджував безкоштовне медичне обслуговування й передавав лікарні, за рідкісними винятками, у державну власність. Індії, Пакистану та Цейлону була надана незалежність і статус домініонів у Співдружності. Було реорганізовано сільськогосподарське виробництво і підтверджений Закон про трудові суперечки і трейд-юніони 1927 році. Еттлі схвалив угоду між 5 державами: країнами Бенілюксу, Францією і Великою Британією, підписану 17 березня 1948 року, а також укладення Північноатлантичного пакту.
На виборах у жовтні 1951 року Лейбористська партія зазнала поразки, й К. Еттлі на посту прем'єр-міністра змінив Вінстон Черчилль. У грудні 1955 році Еттлі отримав графський титул, тоді ж він залишив пост лідера Лейбористської партії, посівши друге місце на парламентських виборах у травні 1955 року.
Еттлі — автор книжок «Воля і шлях до соціалізму»; «Лейбористська партія у перспективі» (1949); збірника вибраних праць «Мета й політика»; автобіографії «Як це відбувалося» (1954).
Помер Еттлі в Лондоні 8 жовтня 1967 року.